# Laway
Als Laway (auch Lavay, Lavey, Lawey oder Lavei geschrieben) (dt. Aufstand, Arbeitsniederlegung, Streik) werden die wilden Streiks der Deicharbeiter im 17., 18. und 19. Jahrhundert bezeichnet. Oft wurde schon wenige Wochen nach Baubeginn die Laway-Fahne als äußere Zeichen solcher Arbeitsniederlegungen aufgezogen. Ursachen waren die harten Arbeitsbedingungen (12–14 Stunden täglich an 6 Arbeitstagen in der Woche), mangelhafte Unterkünfte und teure Verpflegung. Da für den Deichbau an der Nordsee nur wenige Monate im Sommer genutzt werden konnten, standen die Auftraggeber unter starkem Zeitdruck. Durch diesen Umstand hatten die Streikenden häufig gute Chancen, Lohnzugeständnisse zu erreichen.
Der Oberdeichgraf Anton Günther von Münnich berichtete folgendes über einen Laway:

„… aber ehe man sich versiehet und absonderlich bei schönem Wetter, so kommt ein liederlicher Gesell her, welchen sie express dazu ausgesuchet haben, läuft von der Linie her und ruft: „Lavay, Lavay!“ Sobald lassen sie ihre Karren, wenn sie auch voll sind, stehen und ein jeder geht nach seiner Hütte, setztet oder legt sich nieder und raucht eine Pfeife Toback. Wer nach dem Grunde fragt, erhält die Antwort, daß Lavay gerufen worden sei und daher nicht gearbeitet werden dürfe.“

Bei der Eindeichung des Charlottenpolders bei Bunde kam es 1682 zu einem der beiden größten Laways in Ostfriesland. Der wilde Streik, in dessen Zuge auch Beutezüge auf Bauernhöfen stattfanden, wurde schließlich von herbeigeeilten Soldaten aus der Festung Leerort niedergeschlagen, wobei es jedoch keine Toten gab.